# SOR ICN 12,3
SOR ICN 12,3 je model částečně nízkopodlažního autobusu vyráběného českou společností SOR Libchavy od roku 2022. Kromě dieselové verze je v nabídce rovněž verze s pohonem na stlačený zemní plyn (CNG), která je označena jako SOR ICNG 12,3. Řada ICN je vyráběna také v dalších délkových verzích, a to ICN 9,5, ICN 10,5 a ICN 12.

## Konstrukce
Model ICN 12,3 je dvounápravový, přičemž v prostoru od zadní nápravy dopředu je autobus nízkopodlažní. Zadní náprava je hnací, motor a převodovka se nachází pod podlahou v zadní části vozu. Dvoudveřová karoserie vozu je svařena z ocelových profilů, zvenku je oplechovaná, zevnitř obložená plastovými deskami. Podlaha v nízkopodlažní části se nachází ve výšce 360 mm nad vozovkou. Kabina řidiče je uzavřená. Přední náprava je značky ZF, zadní náprava je značky DANA.
Design řady ICN vytvořil Patrik Kotas.

## Výroba a provoz
Prototyp vozu ICN 12,3 byl vyroben v roce 2022 a sloužil pro potřeby výrobce jako předváděcí vůz. Sériová výroba začala roku 2023, první autobusy obdrželi slovenští dopravci Arriva Trnava, Arriva Michalovce a Arriva Liorbus. V Česku si první vozy ICN 12,3 zakoupili dopravci ZDAR a Dopravní podnik Karlovy Vary.